# بعثة مراقبي الأمم المتحدة في جورجيا
تم إنشاء بعثة مراقبي الأمم المتحدة في جورجيا بموجب قرار مجلس الأمن التابع للأمم المتحدة رقم 858 في أغسطس 1993  للتحقق من الامتثال لاتفاق وقف إطلاق النار المبرم في 27 يوليو 1993 بين جمهورية جورجيا والقوات في أبخازيا مع إيلاء اهتمام خاص للوضع في مدينة سوخومي، جورجيا.  وكان من المقرر أيضاً التحقيق في التقارير المتعلقة بانتهاكات وقف إطلاق النار، ومحاولة حل هذه الحوادث مع الأطراف المعنية، وتقديم تقرير إلى الأمين العام للأمم المتحدة بشأن تنفيذ ولايتها. تم تفويض 88 مستشاراً عسكرياً بالانتشار في المنطقة. وانتهت مهمة البعثة في 15 يونيو 2009 ، عندما استخدمت روسيا حق النقض ضد تمديدها.  غادر آخر المراقبون المنطقة في 15 يوليو 2009. 
تم إبطال التفويض الأصلي للبعثة بعد تجدد القتال في المنطقة في سبتمبر 1993.  
وبعد ذلك، منح مجلس الأمن بعثة مراقبي الأمم المتحدة في جورجيا تفويضاً مؤقتاً في تشرين الثاني / نوفمبر 1993 لمواصلة الاتصالات مع الأطراف المعنية ورصد الحالة والإبلاغ عنها.  وكان ذلك يهدف إلى العمل على تحقيق تسوية سياسية شاملة.
في مايو 1994، وقع الجانبان اتفاقية وقف إطلاق النار وفصل القوات. في يوليو 1994، أذن مجلس الأمن بزيادة عدد المراقبين (إلى إجمالي 136 مراقبًا) وبعثة موسعة. 
كانت المهمة الجديدة أوسع بكثير من المهمة الأصلية. تم الإبقاء على المسؤوليات الأصلية لبعثة مراقبي الأمم المتحدة في جورجيا في التحقق من تنفيذ وقف إطلاق النار. ومع ذلك، فإن بعثة مراقبي الأمم المتحدة في جورجيا هي الآن مسؤولة عن مراقبة عمل قوة حفظ السلام الجديدة التي نشرتها رابطة الدول المستقلة. كما كان عليها التحقق، من خلال المراقبة والدوريات، من أن القوات من أي من الجانبين لم تبقى في المنطقة الأمنية أو تعاود دخولها، وأن المعدات العسكرية الثقيلة لم تبق أو يتم إدخالها من جديد.
كان من المقرر أن تشرف بعثة مراقبي الأمم المتحدة في جورجيا على انسحاب القوات الجورجية من وادي كودوري وبالتالي من أراضي أبخازيا. حلت دورياتها محل تلك الجورجية الموجودة في الوادي. وكانت مسؤولة عن التحقيق، بناء على طلب أي من الطرفين أو قوة حفظ السلام، أو بمبادرة منها، في انتهاكات اتفاق وقف إطلاق النار، ومحاولة حل النزاعات الناتجة. وأخيراً، كان عليها العمل على تهيئة الظروف لعودة منظمة للاجئين والمشردين.
في 10 كانون الأول / ديسمبر 1996، أنشئ مكتب الأمم المتحدة لحماية حقوق الإنسان في أبخازيا في تبليسي، جورجيا، وفقاً لقرار مجلس الأمن رقم 1077 الصادر في 22 أكتوبر / تشرين الأول.  ويعمل فيه مكتب المفوض السامي لحقوق الإنسان ومنظمة الأمن والتعاون في أوروبا. ويشكل المكتب جزءاً من بعثة مراقبي الأمم المتحدة في جورجيا ويقدم تقاريره إلى مفوض الأمم المتحدة السامي لحقوق الإنسان، من خلال رئيس بعثة مراقبي الأمم المتحدة في جورجيا. على الرغم من أنها تحتفظ بمكتب سياسي في تبليسي، إلا أن مقرها العسكري في سوخومي، أبخازيا.
في 8 تشرين الأول / أكتوبر 2001، أُسقطت طائرة هليكوبتر تابعة للبعثة في أبخازيا.  ولم يتم العثور على الجناة على الرغم من الطلبات المتكررة من مجلس الأمن. [بحاجة لمصدر] في عام 2002، عارضت بعثة مراقبي الأمم المتحدة في جورجيا بشدة استئناف خدمات السكك الحديدية بين سوخومي وأبخازيا ومدينة سوتشي في روسيا. [بحاجة لمصدر]

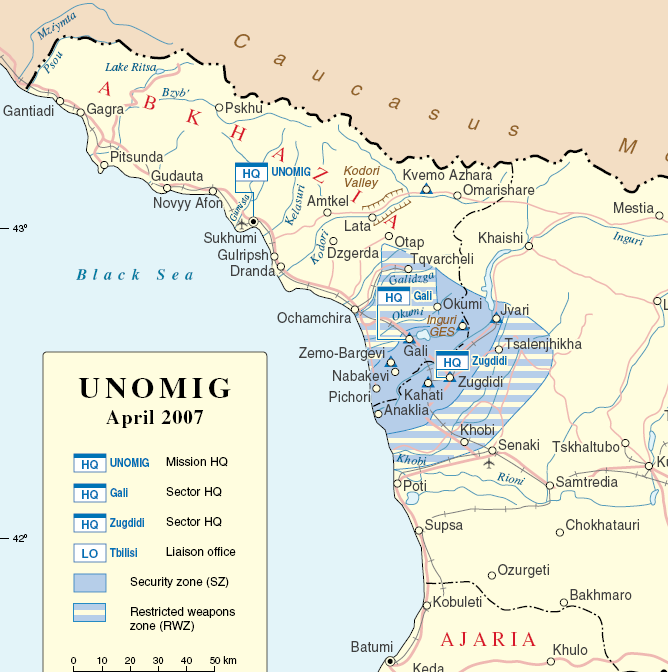
خريطة توضح المنطقة الأمنية

أصدر مجلس الأمن قراراً آخر في 30 تموز / يوليو 2003، بناء على توصية الأمين العام كوفي عنان، يأذن بإضافة عنصر شرطة مدنية قوامه 20 ضابطاً إلى بعثة مراقبي الأمم المتحدة في جورجيا، من أجل تعزيز قدرتها على الاضطلاع بولايتها والمساعدة في عودة اللاجئين والمشردين داخلياً.
في 30 كانون الثاني (يناير) 2004، وبناءً على طلب الأمين العام كوفي عنان مرة أخرى، صدر قرار مجلس الأمن رقم 1524، الذي مدد ولاية بعثة مراقبي الأمم المتحدة في جورجيا حتى 31 تموز / يوليو 2004.
تهتم بعثة مراقبي الأمم المتحدة في جورجيا بالأمن، وتساعد على عودة النازحين وإصلاح البنية التحتية الرئيسية، مثل الطرق والجسور. وحتى يناير / كانون الثاني 2003، كان هناك 21 مشروعاً في مرحلة متقدمة أو متوسطة، و10 مشروعات أخرى في انتظار الإفراج عن الأموال من الجهات المانحة. كما استمرت في الضغط من أجل التوصل إلى تسوية سياسية للصراع، رغم أن الأمين العام اشتكى من بطء معدل التقدم. في أواخر عام 2003، شعرت بعثة مراقبي الأمم المتحدة في جورجيا بالقلق إزاء زيادة عمليات الاختطاف والقتل والسطو، ولا سيما في منطقة غوري. كما أعربت عن قلقها بشأن عدم الاستقرار المحتمل مع اقتراب الذكرى العاشرة لانتهاء الحرب.
كبير المراقبين العسكريين هو اللواء أنور حسين من بنغلاديش. وكان قوام البعثة في 20 أيلول / سبتمبر 2008 يبلغ 134 مراقباً عسكرياً (بما في ذلك 12 موظفاً طبياً) و 17 مستشاراً للشرطة. 
في المهمة، تم استخدام المركبات التالية أثناء الدوريات من قبل المراقبين العسكريين غير المسلحين: تويوتا 4 رنر ونيسان باترول (بدلاً من تويوتا 4 رنر) وNYALA RG-31 (مركبة محمية من الألغام على طول خط وقف إطلاق النار وفي مناطق التدريب). تُستخدم نيسان باترول بشكل أساسي في منطقة الأسلحة المقيدة وفي المنطقة الأمنية للبعثة. يوجد في كل دورية مركبتان مع 4 مراقبين عسكريين غير مسلحين ومترجم. الدوريات هي دائماً على اتصال لاسلكي مع القطاع (مقر غالي في أبخازيا أو مقر زوغديدي في جورجيا؛ ومقر سوخومي في أبخازيا). يوجد أجهزة راديو لكل مراقب وفي المركبات لدواعي السلامة. على طول خط وقف إطلاق النار، هناك الكثير من النقاط الأمنية ومراكز المراقبة على كلا الجانبين.
وانتهت المهمة في عام 2009 بسبب الفيتو الروسي في مجلس الأمن التابع للأمم المتحدة. نتيجة لحق النقض الروسي، فإن بعثة مراقبي الأمم المتحدة في جورجيا، التي كانت نشطة في المنطقة منذ عام 1993، وكان لديها 150 فرداً على الأرض وقت استخدام حق النقض، انتهت ولايتها في 16 يونيو 2009 في الرابعة صباحاً بتوقيت جرينتش.     وأُعلن فيما بعد أن انسحاب البعثة من أبخازيا سيكتمل في 15 تموز / يوليو 2009، بما يتماشى مع ممارسة الأمم المتحدة لبعثة تستغرق ما يصل إلى شهرين للانتهاء من انسحابها. 

## روابط خارجية
- الموقع الرسمي لبعثة مراقبي الأمم المتحدة في جورجيا